# Ključ vára (Tounj)
Ključ vára (horvátul: Utvrda Ključ), várrom Horvátországban, a Tounjhoz tartozó Tržić Tounjski falu területén.

## Fekvése
A Tounjčica és a Mrežnica összefolyásától keletre, a Mrežnica bal partján emelkedő Gradina nevű magaslaton találhatók maradványai.

## Története
Építéséről semmit nem lehet tudni. A 16. század elején a Frangepánok birtoka volt. Őrség állomásozott benne, de már a 16. század közepén elhagyták.

## A vár mai állapota
A várnak csak jelentéktelen maradványai találhatók a Gradina tetején.